# Gary Stevens
Michael Gary Stevens, född 27 mars 1963 i Barrow-in-Furness, är en före detta engelsk fotbollsspelare som firade stora framgångar med Everton under 1980-talet.
Stevens var känd som en tufft tacklande högerback. Han började i Evertons ungdomslag och gjorde A-lagsdebut som 18-åring i oktober 1981. Hans första titel kom 1984 då Everton besegrade Watford med 2–0 i FA-cupfinalen. Stevens var där inblandad i förspelet till Graeme Sharps 1–0-mål. Året efter var han en viktig del i det Everton som vann både ligan och Cupvinnarcupen. Säsongen avslutades med att Stevens i juni 1985 blev uttagen i engelska landslaget.
Säsongen 1985/86 missade han bara en ligamatch, men Everton kom på andra plats efter lokalkonkurrenten Liverpool både i ligan och FA-cupen. Under VM-turneringen i Mexiko sommaren 1986 var Stevens förstavalet som Englands högerback. Även Tottenham Hotspurs spelare Gary Stevens var med i VM-truppen, vilket ledde till viss förvirring.
1987 var Stevens med om att vinna ytterligare en ligatitel med Everton, och året efter gjorde han matchens enda mål i Ligacupfinalen mot Liverpool. I EM-slutspelet 1988 gick det dock sämre. England förlorade alla sina tre gruppspelsmatcher, och i matchen mot Nederländerna tappade Stevens bollen till Ruud Gullit som kunde spela fram till Marco van Bastens första av tre mål i matchen. Efter turneringen såldes han till Glasgow Rangers för 1,25 miljoner pund. Med Rangers kom han att vinna ligan sex gånger, skotska cupen två gånger och skotska ligacupen tre gånger.
I VM i Italien 1990 spelade Stevens i Englands öppningsmatch mot Irland, en match som slutade 1–1. Han blev sedan petad till förmån för Paul Parker och var inte tillbaka i laget förrän till bronsmatchen mot Italien, där England förlorade med 2–1. Detta blev början till slutet för Stevens landslagskarriär. Han spelade bara sporadiskt i landslaget under de kommande två åren, men efter att Lee Dixon blivit skadad strax före EM-slutspelet 1992 kallades Stevens in. Även Stevens blev dock skadad och England gick in i turneringen utan en riktig högerback. Landslagskarriären var nu över och totalt kom Stevens upp i 46 landskamper.
Han spelade för Rangers fram till 1994, då han värvades av Tranmere Rovers för 350 000 pund. Stevens avslutade karriären 1998 och blev tränare i Chester City.